# Cisqueiro
Limpa-folhas-rasteiro, cisqueiro-do-chão ou cisqueiro (Clibanornis dendrocolaptoides) é uma espécie de ave da família Furnariidae. É a única espécie do género Clibanornis.
Pode ser encontrada nos seguintes países: Argentina, Brasil e Paraguai.
Os seus habitats naturais são: florestas subtropicais ou tropicais húmidas de baixa altitude.
Está ameaçada por perda de habitat.